# Cinturó

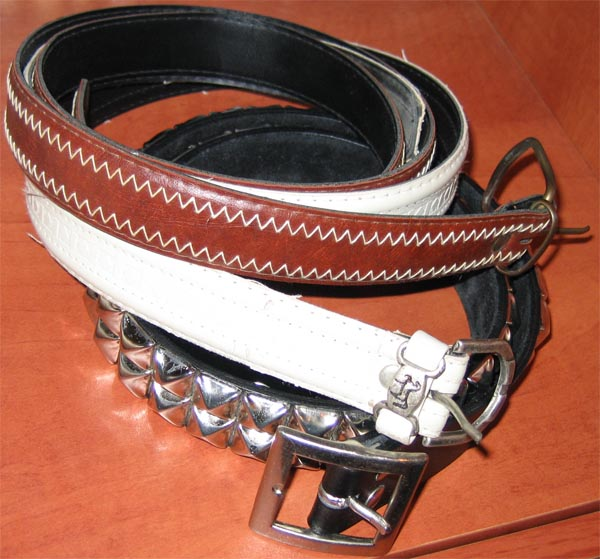
Cinturons

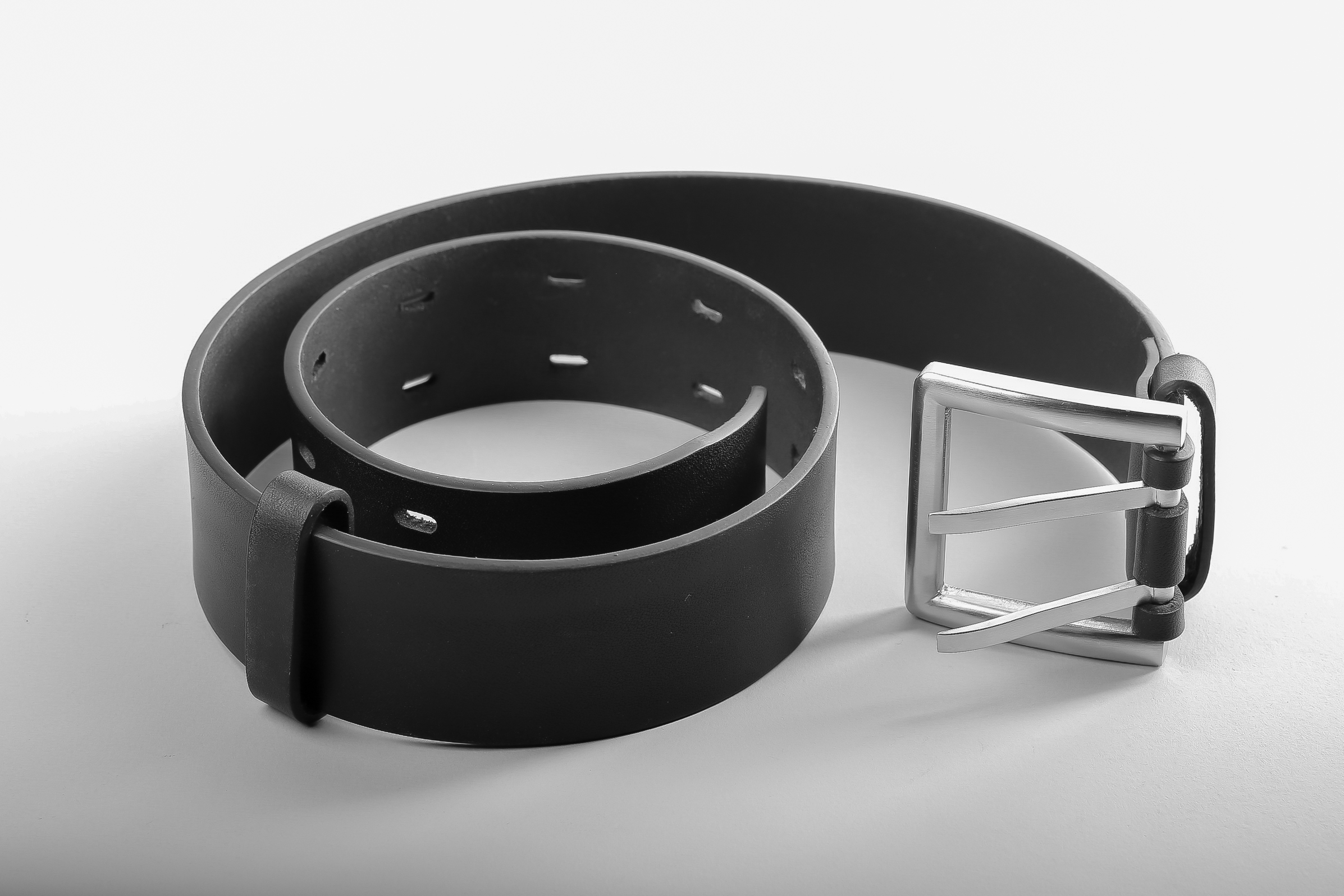

Un cinturó, cinyell o cintura (i cinta a la Catalunya del Nord i a les Illes Balears) és una corretja feta de cuir o un altre material resistent que es col·loca al voltant de la cintura o malucs per a subjectar el pantaló, la faldilla, etc., o bé per a cenyir una peça superior externa (com ara la jaqueta o l'abric), el vestit femení, etc. El català cinturó equival sempre a l'anglès waist belt i a l'espanyol cinturón o cinto. En canvi, en francès, italià, portuguès i romanès hom distingeix entre el simple 'cinturó per a pantaló i peces similars' (fr. ceinture, it. cintura o cinta, port. cinto, rom. centură), d'una banda, i, de l'altra, el 'cinturó gruixut per a guerrera i peces similars' (fr. ceinturon, it. cinturone, port. cinturão, rom. centiron).
Convé aclarir que corretja és un terme més genèric: cinturó és el nom específic de la mena de corretja dissenyada per a dur a la cintura. Així doncs, fora un error anomenar «corretja» el cinturó, com també ho fora anomenar el tot (els nombrosos tipus de corretja) amb el nom de la part (cinturó): la motxilla, per exemple, se sosté amb tirants, unes corretges que no són pas cinturons; un altre tipus de corretja és la cingla…
En un extrem del cinturó es troba la sivella, generalment metàl·lica, per la qual s'introdueix l'altre extrem del cinturó per la punta. El cinturó té una sèrie d'ullets equidistants, en els quals s'insereix la pua de la sivella a fi de cordar-lo. La varietat d'ullets possibilita que un mateix cinturó serveixi per a persones de diferent envergadura i, en cas de no trobar-hi l'ullet adequat, es pot anar a un sabater perquè en faci un a mida. A més, força cinturons incorporen travetes per a major seguretat. A vegades, sobretot per a les dones, la sivella es dissenya en forma de fermall elaborat i decoratiu amb què les firmes de moda busquen diferenciar-se i reforçar la imatge de marca.
En comptes de sivella hi pot haver una placa amb sistema d'abraçadora, de manera que no li calen ullets per a subjectar-se.
En alguns casos pot portar a un extrem un element metàl·lic per evitar-ne el deteriorament.
La major part dels pantalons, i algunes faldilles, duen travetes per a passar-hi el cinturó i assegurar-ne la fixació amb comoditat. Les peces superiors (guerreres, especialment), i també els vestits de dona, poden dur travetes per al cinturó o bé cenyir-lo sense.
En el cas dels pantalons de cintura alta, com que el cinturó s'hi ha de fixar fermament al voltant de la cintura per tal de subjectar-los, pot ser menys còmode i menys efectiu que els elàstics, els quals permeten que els pantalons pengin lliurement sobre el cos.
Elements que no són pròpiament cinturons, però que en duen el nom, són el cinturó de castedat i el cinturó de seguretat.
El cuir és el material de cinturó més popular perquè pot suportar el doblegat, plegat i estrès sense danyar-se. Els cinturons de cuir genuïns també s'adaptaran a l'usuari amb el temps. Els cinturons també es fabriquen amb una varietat d'altres materials, com ara cuir trenat, cuir tret, camussa, cinta amb suport de cuir, lona, corretges, corda i vinil.

## Història

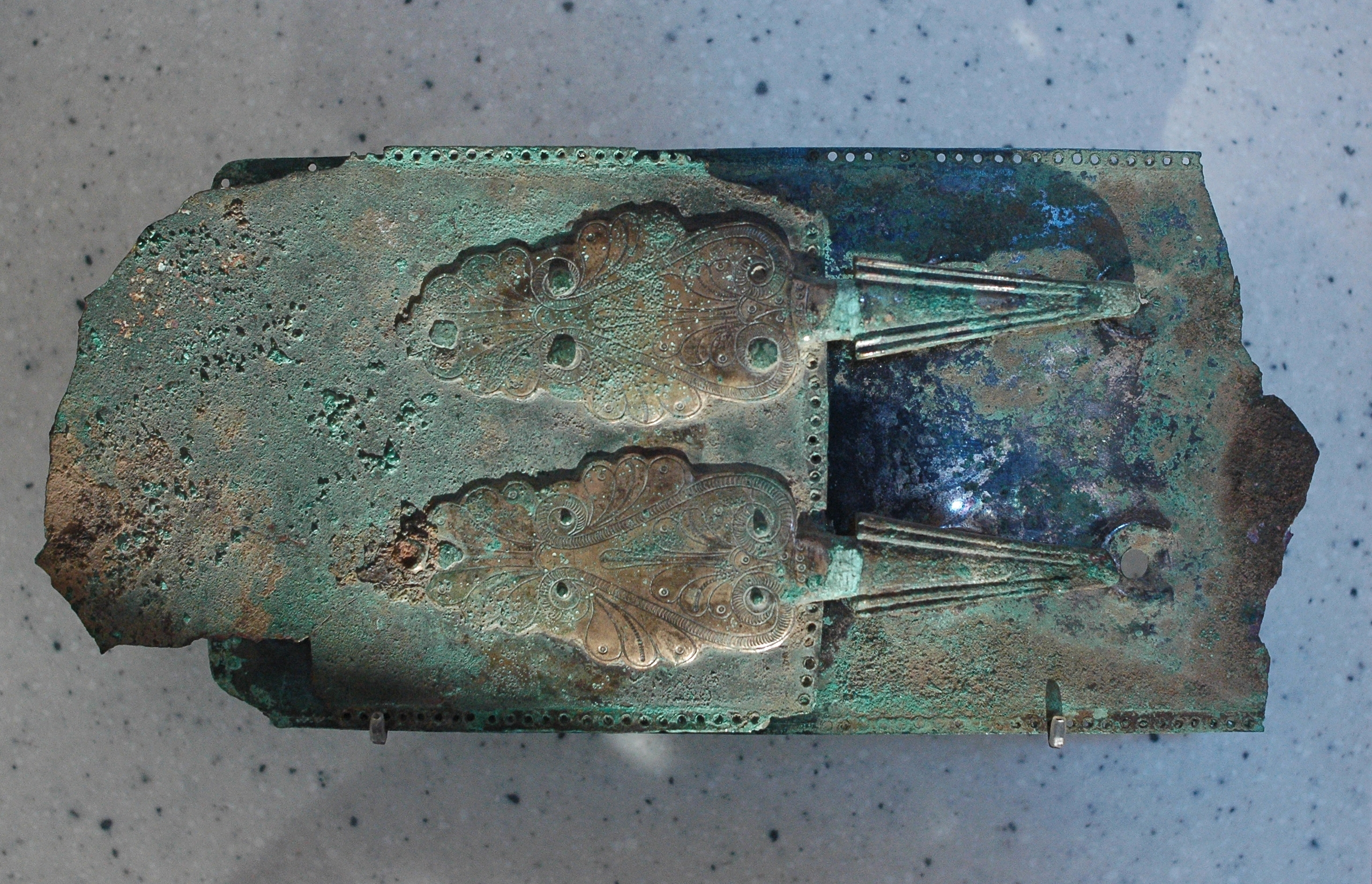
Detall d'una sivella de bronze del

L'ús de cinturons està documentat en roba masculina i femenina des de l'edat del bronze. Des de llavors, ambdós sexes se l'han posat o tret, depenent de la moda del moment, però ha estat una raresa en la moda femenina a excepció de la primerenca Edat Mitjana, finals del segle xvii a Màntua i combinacions de faldilla i brusa entre 1900 i 1910. Les sivelles de cinturó modernistes avui dia són articles de col·leccionista.
Durant la major part del segle xix i fins a mitjan segle xx els pantalons eren de cintura alta, més elevada que la natural, per la qual cosa el cinturó no resultava pràctic i el sistema de subjecció predominant eren els elàstics. En aquest període l'ús de cinturons en la vida civil responia sobretot a un propòsit decoratiu, i el cinturó s'associava, sobretot, als militars. Aquests, però, no l'usaven pas per a subjectar-se els pantalons. Els oficials en duien, bé en forma de talabard, per a penjar-ne el sabre, bé en forma de cinturó polivalent, fos per a les armes de mà (sabre i pistola o revòlver) o a títol d'ornament. Amb el pas de la casaca a la guerrera els uniformes de campanya de tots els graus incorporaren cinturó, però no pas per als pantalons, sinó per a cenyir la peça superior (guerrera o capot), sovint en connexió amb les cingles i les cartutxeres.
A partir dels anys vint hi hagué temporades en què les cintures dels pantalons van caure a una línia més baixa, natural, canvi que acabà d'estabilitzar-se a mitjan segle xx; conseqüentment, els cinturons passaren a predominar entre els homes, alhora que s'incorporaven també al vestuari femení. Avui dia, la majoria d'homes i dones usen cinturó per als pantalons. Tampoc no és rar que les dones n'usin amb faldilles, generalment amb funció ornamental.
Al començament del segle xxi, gràcies a la gran varietat de materials complementaris als tradicionals (com el cuir boví o el teixit tèxtil), els cinturons es posicionen com a article de moda i adopten nous colors, dissenys i tipologies. Un exemple ben clar és la goma i els polímers plàstics, que brinden una infinitat de possibilitats de disseny noves. Productors independents de diversos llocs ja experimenten amb nous materials per tal de portar els cinturons a un altre nivell, en termes de disseny, estètica i durabilitat.
Rep el nom de talabard el cinturó dissenyat amb la funció exclusiva de penjar-ne l'espasa o el sabre.
Un tipus peculiar de cinturó fou el cinturó de revòlver, típic del Far West, canana amb tot de tubets per a cartutxos individuals, i amb una o dues fundes per a sengles revòlvers.
L'anomenat cinturó Sam Browne fou característic de l'oficialitat britànica a partir del darrer quart del segle xix, i de la universal en la primera meitat del segle xx.
Durant força temps fou típic d'usar el cinturó en càstigs corporals.

## A les arts marcials

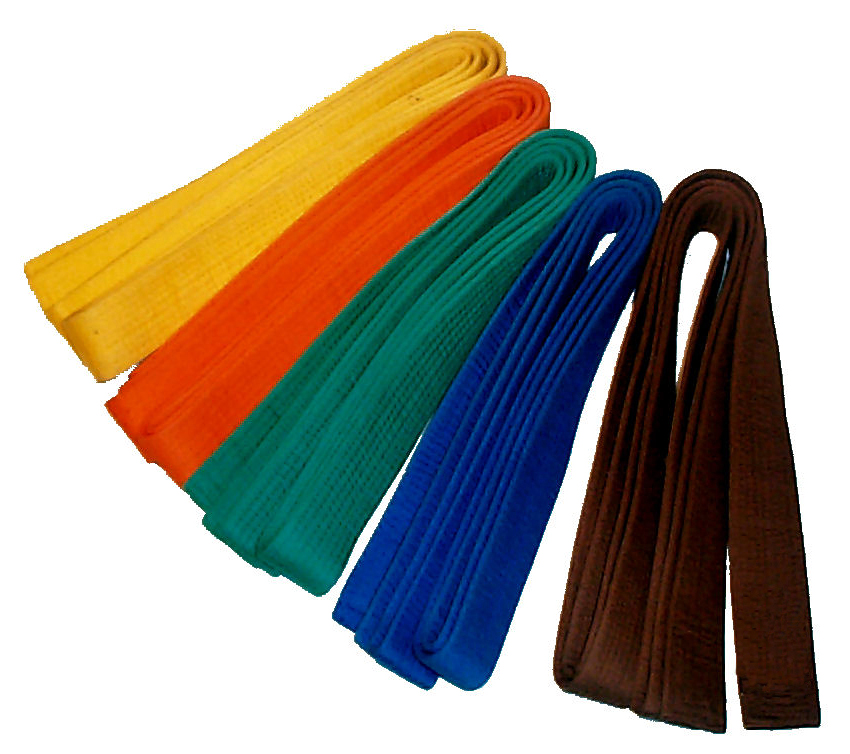
cinturons usats en arts marcials.

Entre els lluitadors de karate i judo és una tira de tela anomenada obi, el color del cinturó indica l'experiència del lluitador. Els colors van segons l'escala següent: blanc, groc, taronja, verd, blau, marró i negre.

## Galeria

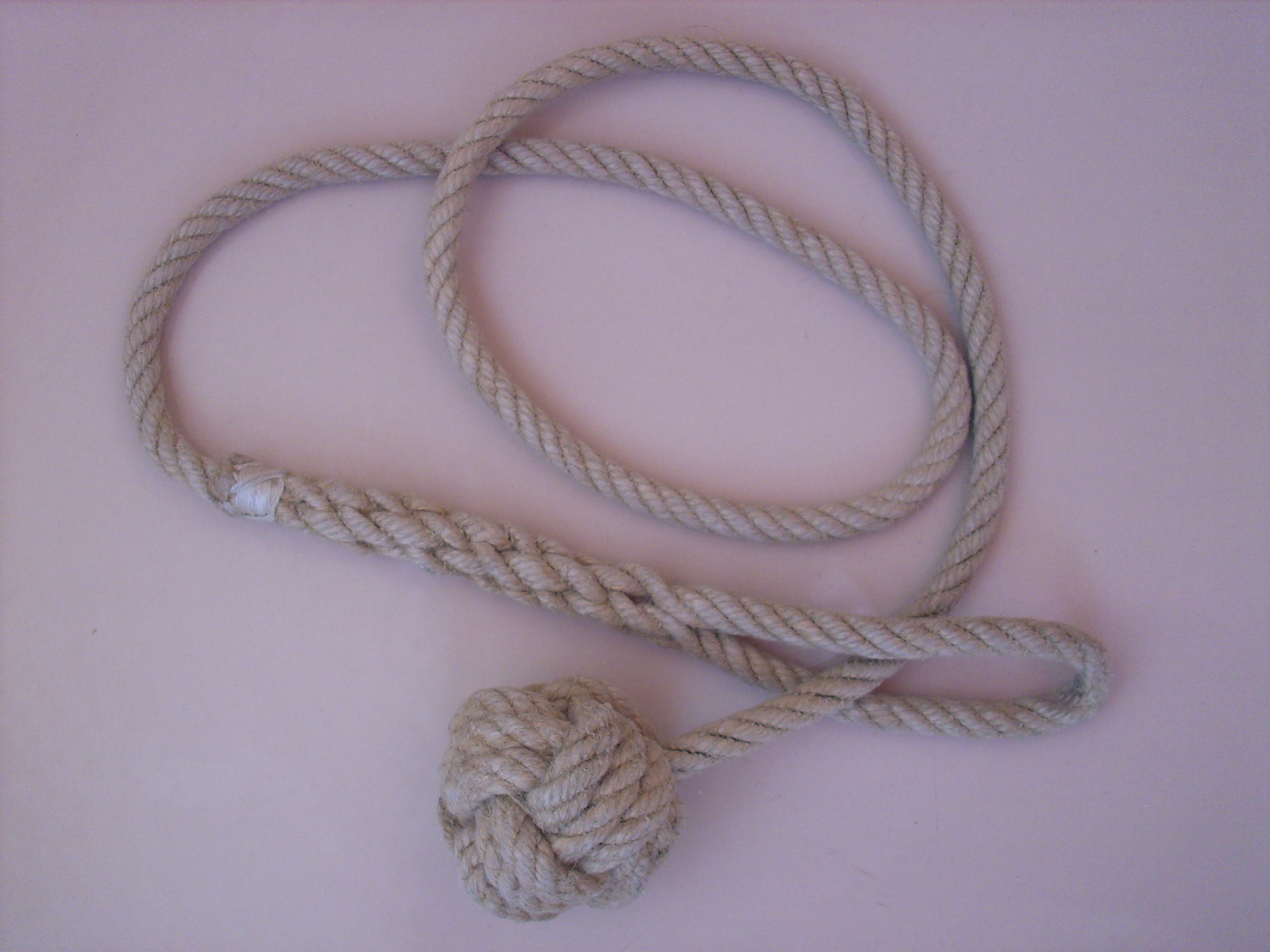
Cinturó de corda
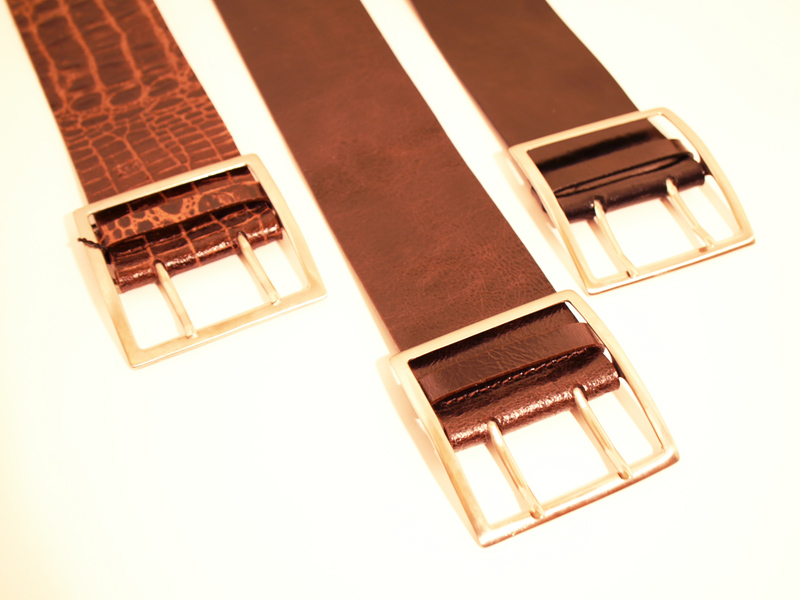
Cinturons de cuir
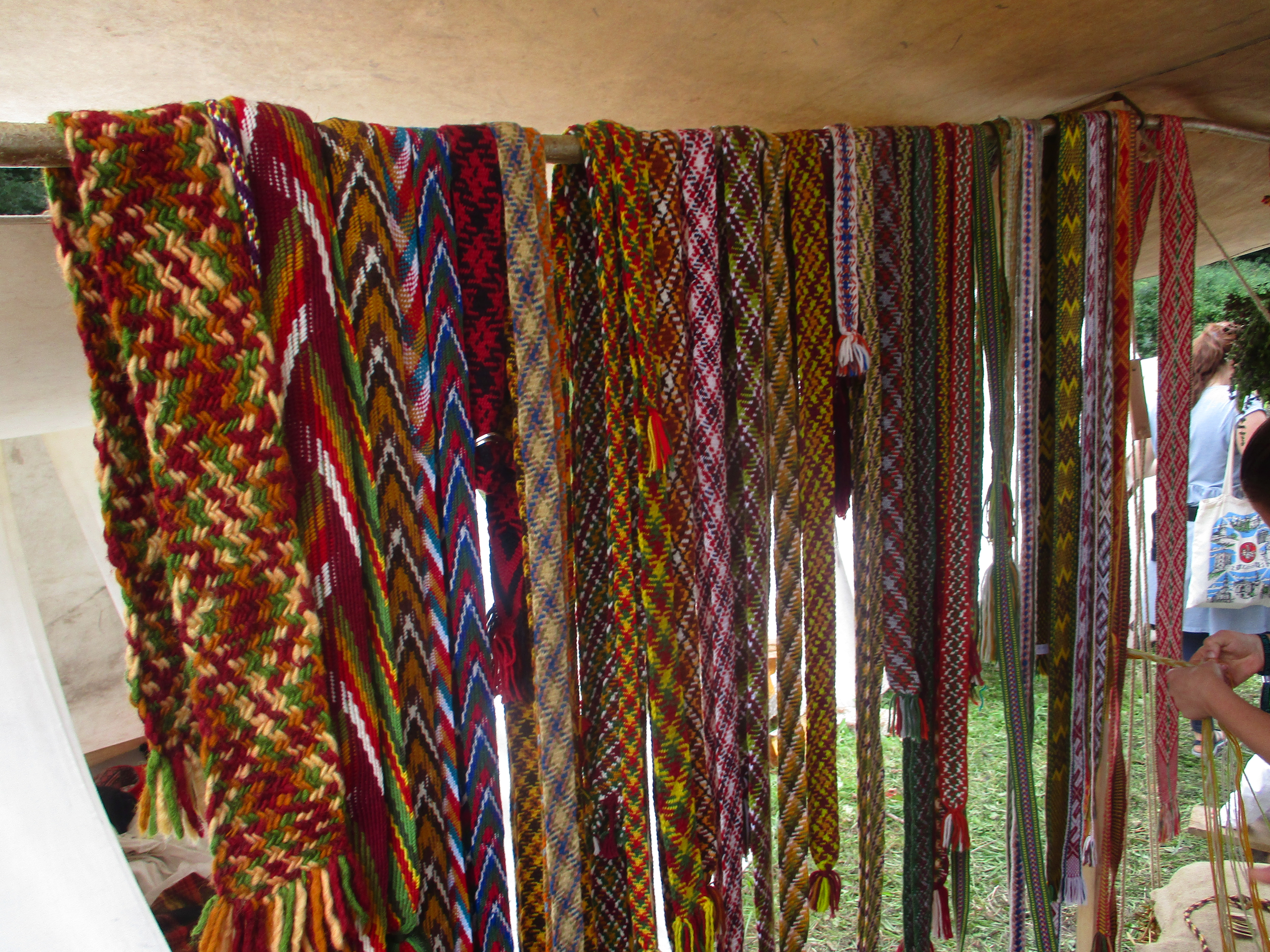
Cinturons de tela
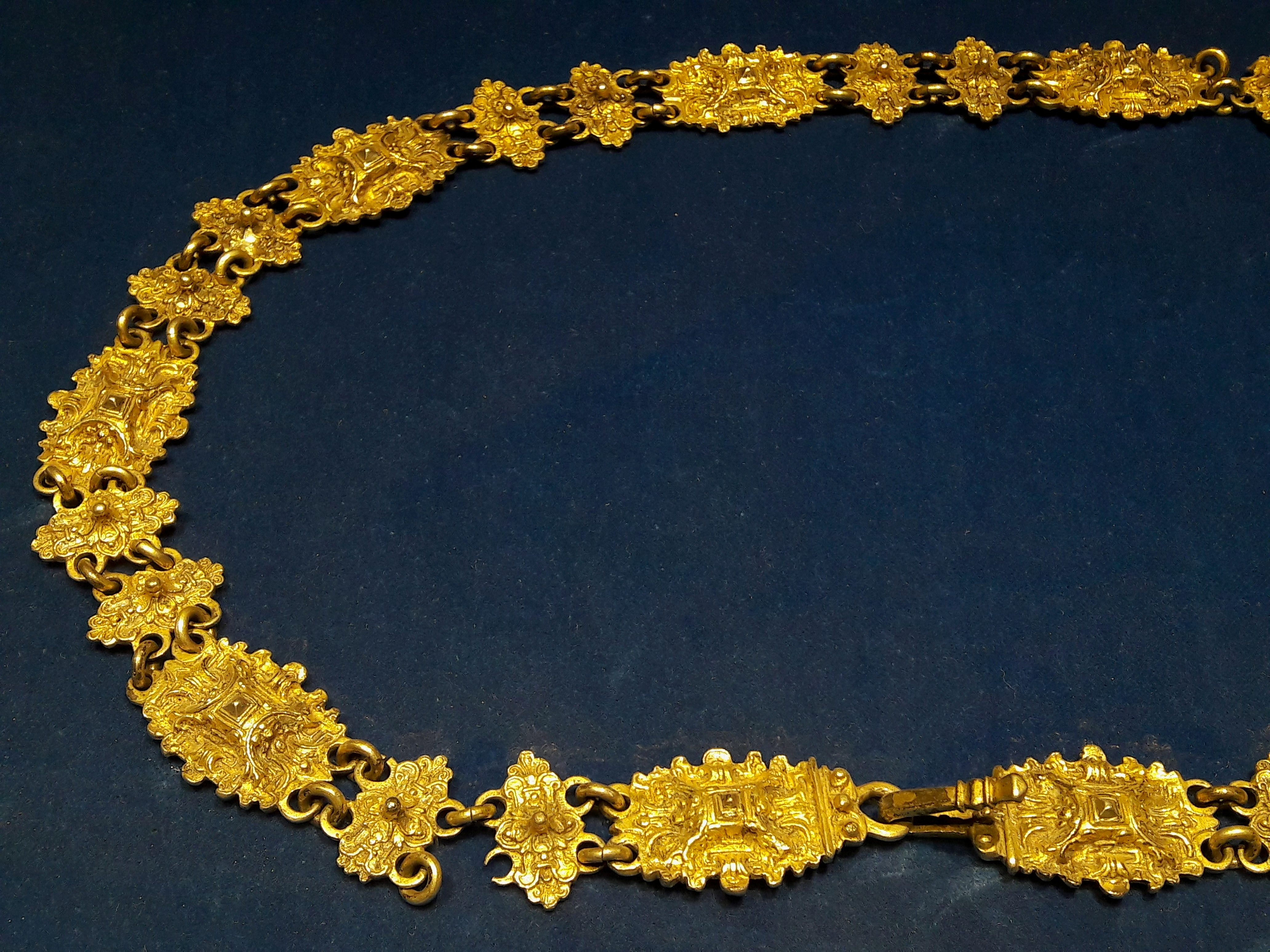
Cinturó de plata polonès de finals del segle XVI o principis del segle XVII
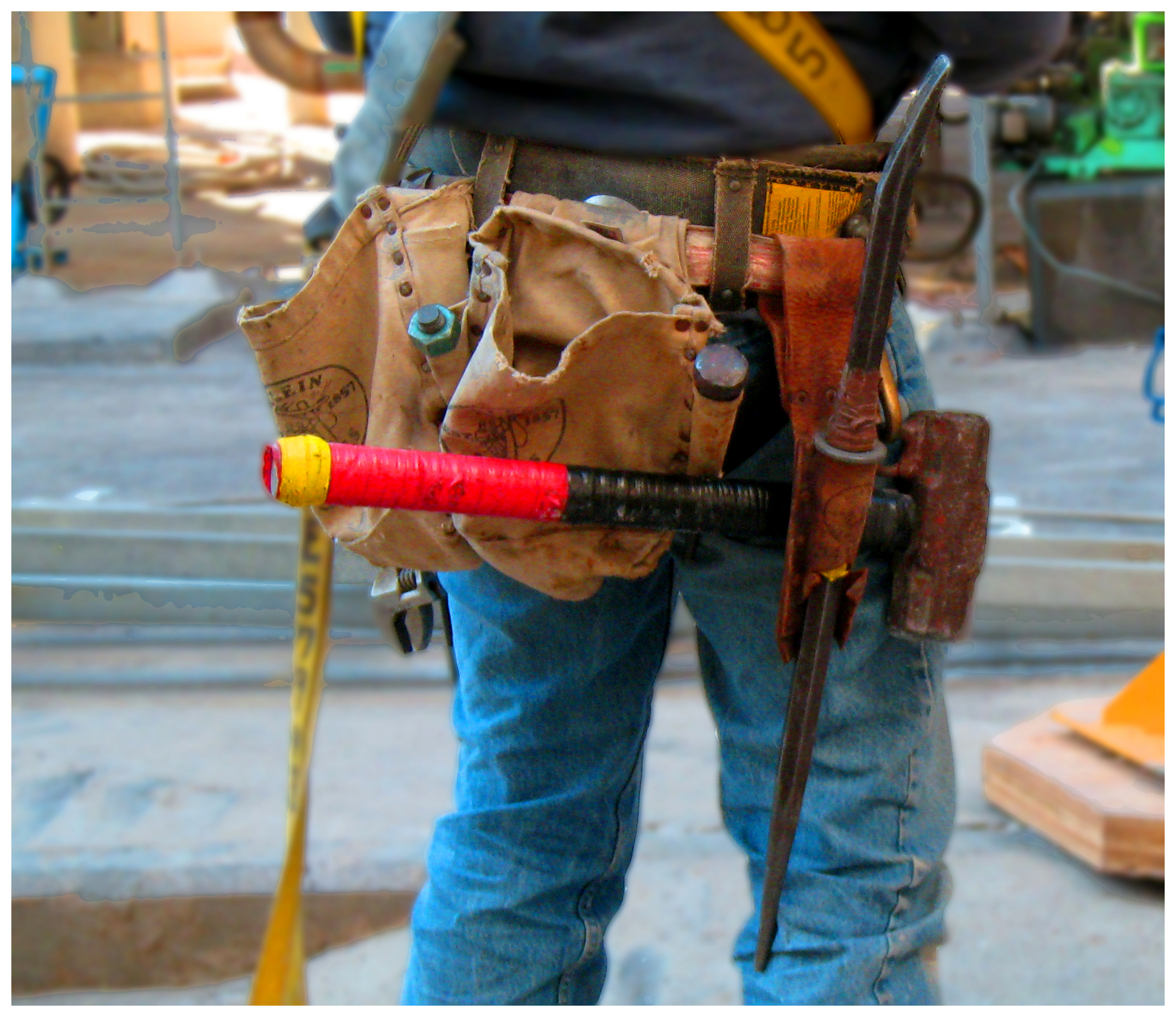
Cinturó de treball.
Cinturó de diners.
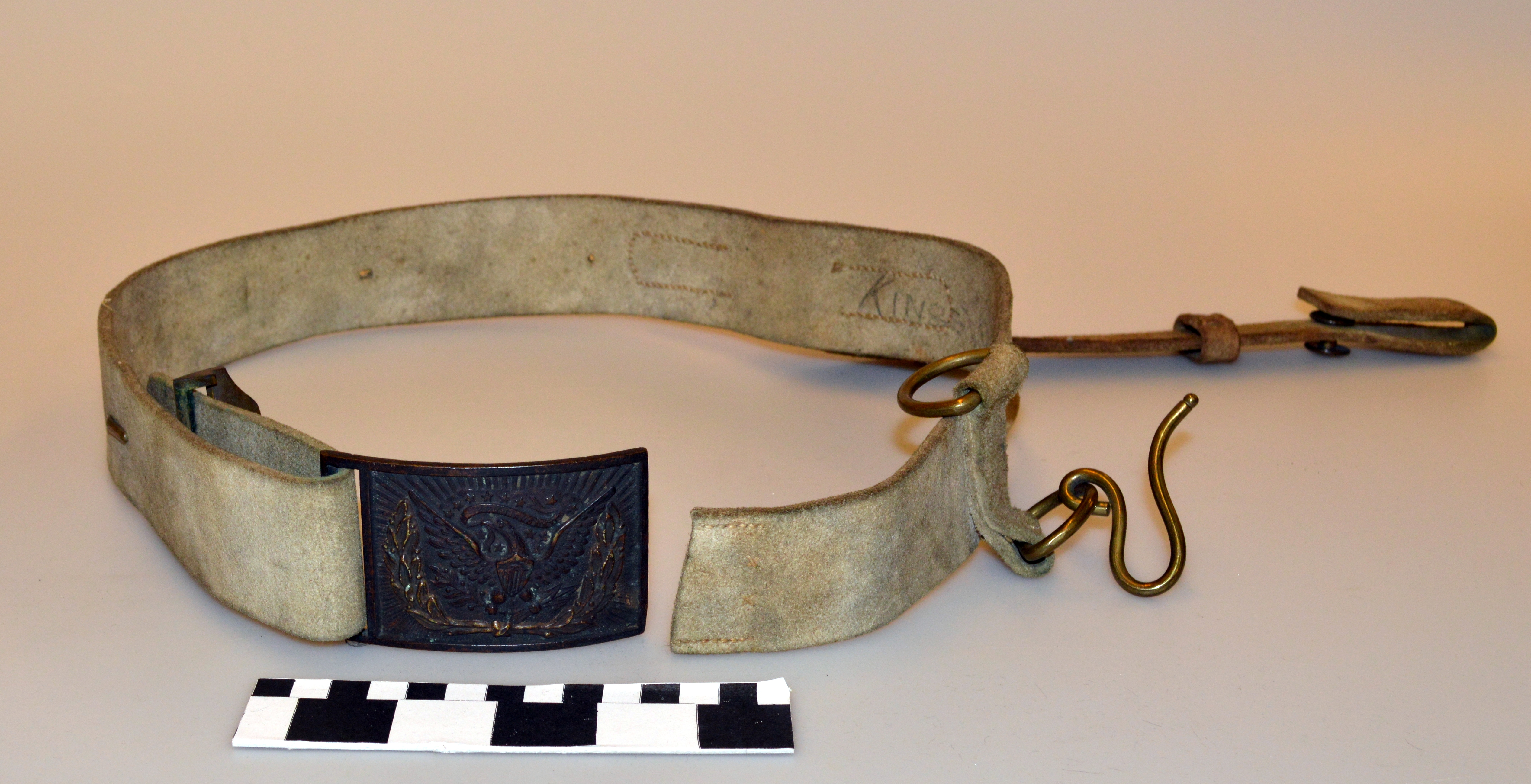
Cinturó per a espasa.
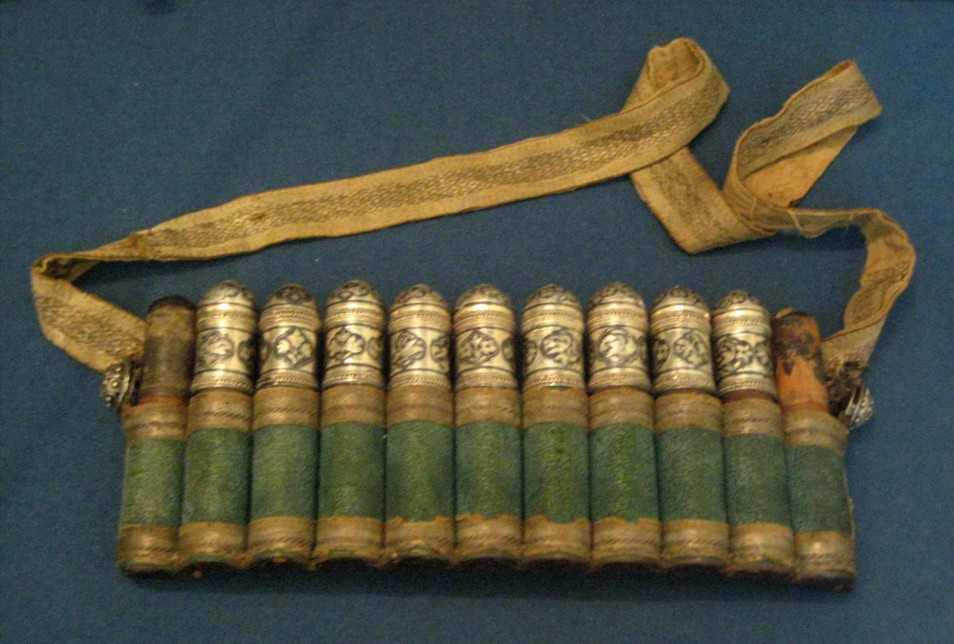
Canana.
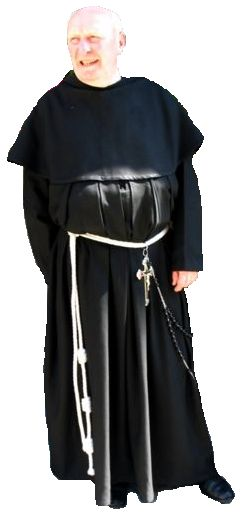
Cordó franciscà
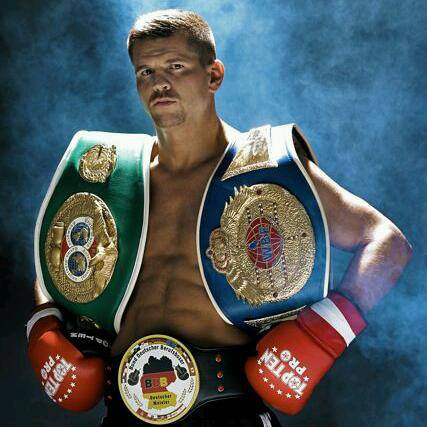
Cinturons de campió.
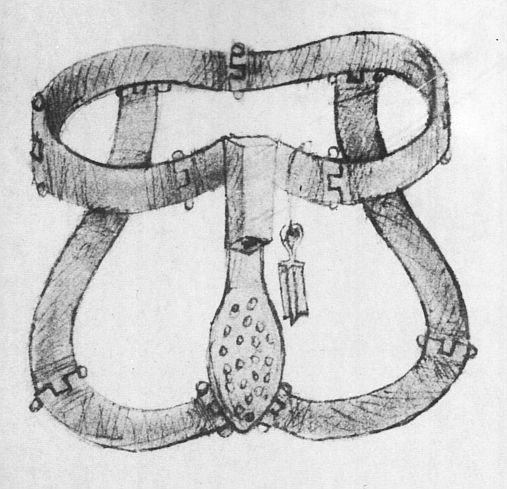
Cinturó de castedat